# Festberg bei Philippinenthal
Festberg bei Philippinenthal ist seit 1992 ein Naturschutzgebiet (NSG-Nr. 1633032) und FFH-Gebiet bei Wolfhagen im nordhessischen Landkreis Kassel.

## Geographische Lage
Das geschützte Gebiet umfasst den Südwesthang und einen Teil des Bergrückens des Festbergs, einem 330 m hohen Berg etwa 4 km (Luftlinie) nordöstlich der Stadtmitte von Wolfhagen im Naturpark Habichtswald. Es befindet sich unmittelbar nordöstlich von Philippinenthal, aber in der Gemarkung des weiter nordöstlich gelegenen Altenhasungen, beides Stadtteile von Wolfhagen.
Naturräumlich gehört der Berg zum Wolfhager Hügelland (Untereinheit 341.3) in den Ostwaldecker Randsenken (Haupteinheit 341) im Westhessischen Bergland (Haupteinheitengruppe 34). Der Erpe-Zufluss Lohbach verläuft im Altenhasunger Graben entlang dem Fuß des Bergs und der Südwestgrenze des Schutzgebiets zwischen diesem und dem Dorf.
Um das Schutzgebiet führt ein Wirtschaftsweg, über den Kamm des Bergs ein Fußpfad.

## Das Schutzgebiet
Das Gebiet wurde mit Verordnung vom 21. Oktober 1992 von der Oberen Naturschutzbehörde des Regierungspräsidiums Kassel als Naturschutzgebiet (NSG) ausgewiesen und im Jahre 2004 in den gleichen Grenzen als Fauna-Flora-Habitat (FFH) Gebiet gemeldet. Es ragt steil und bis zu 60 m über den Bachgrund des Lohbachs hinauf, ist mit etwa 1 km Länge und bis zu 200 m Breite insgesamt 14,32 Hektar groß und reicht von 270 m über NHN im Bachgrund bis auf 325 m über NHN am Bergkamm.
Der Festberg bildet einen Hügelkamm mit Offenlandflächen, Sträuchern und kleinen Waldstreifen. Er besteht aus Unterem Muschelkalk, dessen Schichten den Abtragungsprozessen weitgehend widerstanden haben. Durch das Einsinken des Altenhasunger Grabens wurden sie um etwa 30 – 45° schräg gestellt und bilden heute einen bis zu 330 m hohen Rücken, der nach Südwesten zum Lohbach und nach Philippinenthal hin steil abfällt. Dort finden sich nur flachgründige Böden, bei denen der Kalkstein teilweise bis an die Oberfläche reicht und an manchen Stellen noch ehemalige kleinere Kalkbrüche zu erkennen sind.
Das Gelände ist für den Ackerbau ungeeignet und wurde bis um die Mitte des 20. Jahrhunderts von Altenhasungen aus als Hutegebiet genutzt. Die Ziegen und Schafe weideten neben dem Gras auch aufkommende Gehölze ab, und so konnten sich Wärme liebende und auch anhaltende Trockenheit ertragende Pflanzen- und Tierarten ansiedeln, womit im Laufe der Zeit ein Kalk-Halbtrockenrasen entstand. Als die Beweidung eingestellt wurde, begann die Verbuschung des Geländes, der erst seit Mitte der 1990er Jahre wieder durch Beweidung mit Heidschnucken und Ziegen von Ende Mai bis Ende Sommer und andere Pflegemaßnahmen entgegengewirkt wird.
Das geschützte Gebiet umfasst vier verschiedene Lebensraumtypen von unterschiedlicher, mit einer im westlichen Nordhessen in dieser Artenzusammensetzung einzigartigen Tier- und Pflanzenwelt. Es besteht aus orchideenreichem Kalkmagerrasen mit Bienen-Ragwurz und Fliegen-Ragwurz, Enzianen und Katzenpfötchen, allerdings nur noch in Teilen erhalten und teilweise durch Wacholderheiden verdrängt, Gebüschen mit großflächigem Bestand an Berberitzen, kleinflächigem Kiefernständen mit Anteilen von Laubhölzern, dem naturnahen Lauf des Lohbachs mit dessen begleitendem Auwald im äußersten Südwesten sowie Streuobst- und Grünlandflächen. Geschützt wird nicht nur der Kalkmagerrasen, denn auch die Gebüsche und die Vorwaldstadien besitzen unter dem Aspekt des Naturschutzes einen nicht geringen Wert. Die kalk- und wärmebedürftigen Strauchgesellschaften an den steinigen Südwesthängen enthalten einen hohen Anteil von Berberitze, Wildrosen, Liguster, Hartriegel und Wacholder.
Die vier am Festberg gemäß der FFH-Richtlinie geschützten Lebensraumtypen von gemeinschaftlichen Interesse sind die folgenden:
| EU-Code | Lebensraumtyp | Fläche  | Erhaltungszustand |
| ------- | --- | ------- | ----------------- |
| 5130    | Formationen von Wacholder (Juniperus communis) auf Kalkheiden und -rasen | 0,70 ha | B                 |
| 6210    | Naturnahe Kalktrockenrasen und deren Verbuschungsstadien (Festuco-Brometalia); Unterkategorie: 6212 Naturnahe submediterrane Halbtrockenrasen (Mesobromion), besondere orchideenreiche Bestände | 2,40 ha | A                 |
| 3260    | Flüsse der planaren bis montanen Stufe mit Vegetation des Flutenden Wasserhahnenfußes (Ranunculion fluitantis und Callitricho-Batrachion)                                                       | 0,04 ha | B                 |
| 91E0    | Auen-Wälder mit Schwarz-Erle (Alnus glutinosa) und Gemeiner Esche (Fraxinus excelsior, Alno-Padion, Alnion incanae, Salicion albae)                                                             | 0,10 ha | C                 |

Zusammen umfassen sie 3,24 ha, bzw. 23 % der Gesamtfläche des FFH-Gebiets.